# Ortopedisk manuell terapi
Ortopedisk manuell terapi (OMT) är ett internationellt specialistområde inom sjukgymnastiken (fysioterapin) som arbetar med undersökning, behandling och förebyggande av smärta i bål, extremiteter, muskler, nerver och leder. Behandlingen består av smärtlindrande, rörelseökande och stabiliserande åtgärder som baseras på ett kliniskt resonemang och användandet av mycket specifika metoder, framförallt manuella tekniker och träning. OMT innefattar och drivs även av tillgänglig vetenskaplig och klinisk evidens.